# Lachnomyrmex amazonicus
Lachnomyrmex amazonicus  (лат.) — вид муравьёв рода Lachnomyrmex из подсемейства Myrmicinae (Formicidae). Неотропика.

## Распространение
Южная Америка (Бразилия).

## Описание
Мелкого размера муравьи жёлто-коричневого цвета. Длина головы рабочих (HL) 0,52-0,66 мм, ширина головы (HW) 0,54-0,66 мм. Отличаются сильно выпуклой грудкой (промезонотумом); вершина проподеальных шипиков направлены назад и вверх; дорзум постпетиоля несёт более 10 длинных волосков. Стебелёк между грудкой и брюшком состоит из двух узловидных члеников (петиоль и постпетиоль).
Вид был впервые описан в 2008 году американскими мирмекологами Карлосом Роберто Ф. Брандао (Brandao, Carlos R. F.) и Родриго М. Фейтоза (Feitosa, Rodrigo M.).

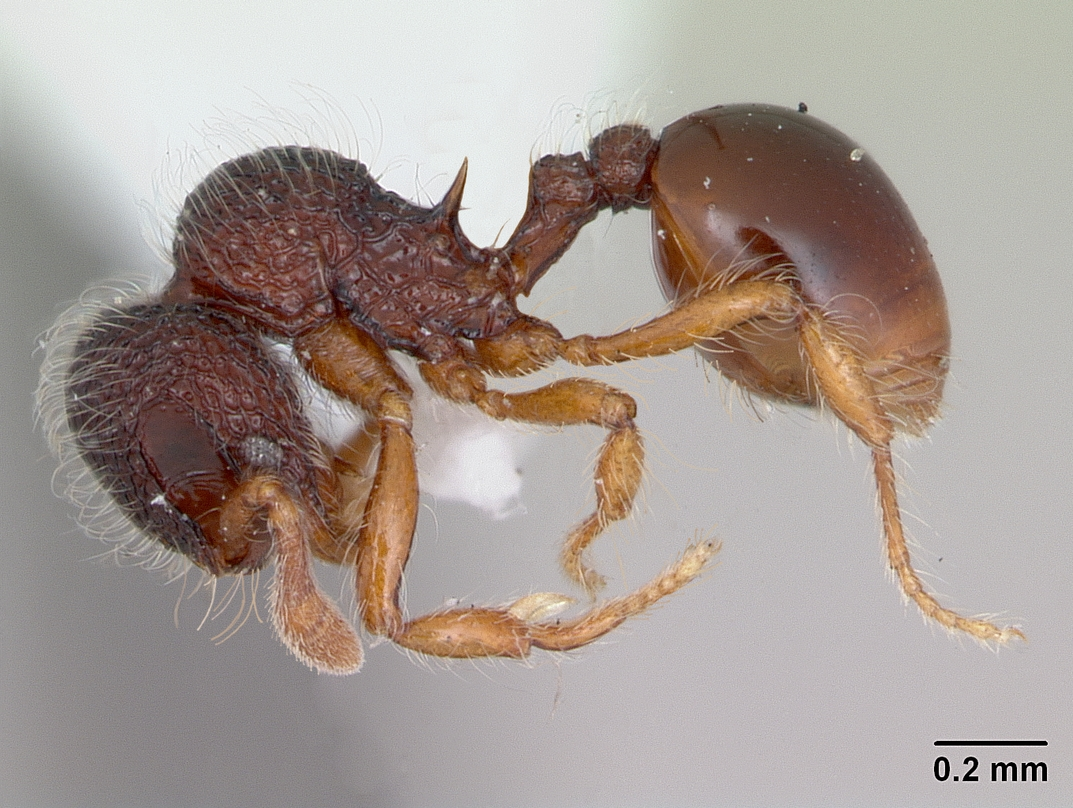
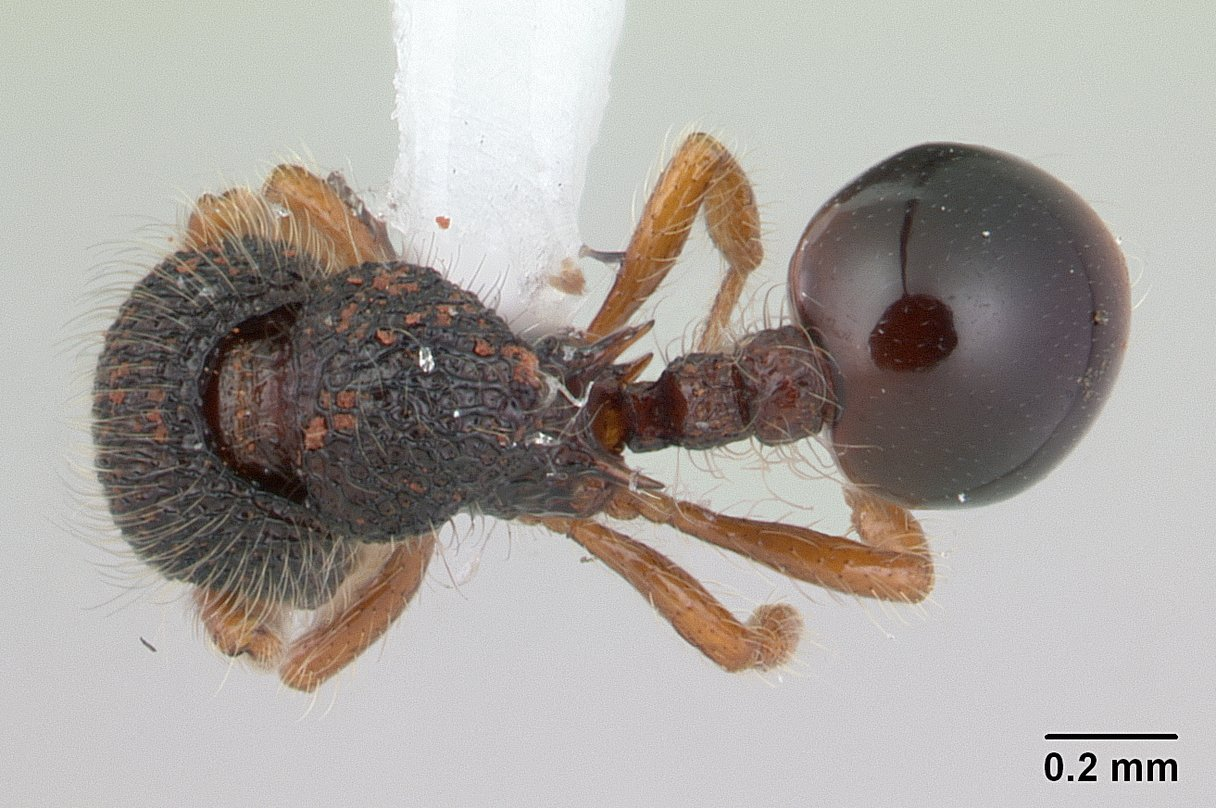